# Иванов, Борис Владимирович
Бори́с Влади́мирович Ивано́в (1920—2002) — советский и российский актёр театра и кино. Народный артист РСФСР (1981).

## Биография
Родился 28 февраля 1920 года в Одессе в русско-еврейской семье
Отец — слесарь Владимир Григорьевич, мать — домохозяйка Евдокия Романовна. В детстве часто посещал Одесский оперный театр, в 14 лет устроился туда статистом. В 1937—1941 годах учился на актёрском факультете Одесского театрального училища; первый педагог — Михаил Еремеевич Тилькер.
7 июля 1941 года призван в армию. Прошёл курсы переподготовки начсостава в Военной академии тыла и транспорта имени Молотова в Харькове. Как лейтенант интендантской службы был отправлен на Северо-Западный фронт. Прошёл переподготовку в Рыбинске. Как строевой командир служил в штабе Северо-Западного фронта. Был старшим адъютантом батальона (начальник штаба батальона) в 14-м гвардейском стрелковом полку 7-й гвардейской стрелковой дивизии 10-й гвардейской армии, а также исполнял обязанности начальника разведки батальона. 8 апреля 1942 года в бою у деревни Михайловка в районе Лычково, будучи в звании старшего лейтенанта, был тяжело ранен и до сентября лежал в госпиталях с угрозой ампутации руки.
После выписки Борис Владимирович поехал в Рыбинск, но в дороге у него украли деньги и документы. Он был вынужден остаться в городе, где работал в местном драматическом театре.
С 1944 года более полувека играл в Театре имени Моссовета.
Первая супруга — актриса Театра имени Моссовета Ольга Ивановна Якунина (1911—1994).
Вторая супруга — актриса Театра имени Моссовета Наталья Сергеевна Богданова.
С 1961 года снимался в кино.
Скончался 2 декабря 2002 года. Похоронен на Ваганьковском кладбище, участок № 19.

## Творчество

### Театральные роли

#### Московский театр имени Моссовета
- 1944 — «Олеко Дундич» А. Г. Ржешевского и М. А. Каца — офицер
- 1944 — «Забавный случай» К. Гольдони — де Лакотри, французский лейтенант

1. Лестов, гусарский корнет ("Модная лавка" И. А. Крылова, 1949)
2. Доблмен («Кража» Д. Лондона, 1954)
3. Наполеон I («Катрин Лефевр», 1956)
4. Форд («Виндзорские насмешницы» У. Шекспира, 1957)
5. Господин («Бунт женщин», 1962)
6. Потин («Цезарь и Клеопатра» Б. Шоу, 1964)
7. Звездич («Маскарад» М. Ю. Лермонтова, 1967)
8. Левицкий («Дальше — тишина» В. Дельмар, 1969)
9. Порфирий Петрович («Петербургские сновидения» по роману Ф. М. Достоевского "Преступление и наказание", 1969)
10. Лепле («Эдит Пиаф», 1970)
11. Лавр Мироныч («Последняя жертва» А. Н. Островского, 1973)
12. Тайни («На полпути к вершине» П. Устинова, 1976)
13. Карло Гоцци («Царская охота» Л. Г. Зорина, 1977)
14. Павлин («Егор Булычёв и другие», 1982)
15. Римлянин («Мать Иисуса», 1988)
16. Сорин («Чайка» А. П. Чехова, 1989)
17. Понтий Пилат («Иисус Христос — суперзвезда», 1990)
18. Грегори Соломон («Цена» А. Миллера, 1994)
19. Харт Кестель («Ошибки одной ночи», 1994)
20. Фон Штратт («Белая гвардия по М. А. Булгакову»)
21. Бахчеев («Фома Опискин» по Ф. М. Достоевскому)
22. Ларош Матье («Милый друг» по Ги де Мопассану 1997) режиссер А.Житинкин
23. Дож Венеции ("Венецианский купец" по Шекспиру 1999) режиссер А.Житинкин
24. Карло Фигурелло («Утешитель вдов»)
25. Вилли Кларк («Комики», 2002)
26. Фирс («Вишневый сад» А. П. Чехова, 2002)

### Радио
1. «В стране литературных героев» — Архип Архипович
2. «Пикник на обочине» (радиоспектакль) — Ричард Герберт Нунан
3. «Алмаз Раджи» (радиоспектакль) — Пендрегон
4. «Забавный случай» (радиоспектакль) — Поручик
5. «Любопытный случай» (радиоспектакль) — профессор Кларетта
6. «Театральный детектив» (радиоспектакль) — Фойл, инспектор полиции

### Фильмография
1. 1961 — Ночной пассажир — Жорж Прадье
2. 1962 — Гусарская баллада — генерал Дюсьер
3. 1964 — Аптекарша — доктор
4. 1964 — Всё для вас — Пирожков
5. 1966 — Не самый удачный день — Михаил Николаевич Пинчук, доцент
6. 1970 — Конец атамана — Иона
7. 1971 — Вся королевская рать — Дафи
8. 1971 — Преждевременный человек — Онкль Жан
9. 1971 — Следствие ведут ЗнаТоКи. Чёрный маклер — Шахов
10. 1972 — Схватка — фон Эрбах, директор судостроительного завода
11. 1972 — На углу Арбата и улицы Бубулинас — Бося
12. 1973 — Много шума из ничего — Леонато
13. 1974 — Скворец и Лира — барон фон Лямпе
14. 1974 — Чисто английское убийство — сэр Джулиус Уорбек
15. 1974 — Агония — доктор Лазоверт
16. 1974 — Выбор цели — Лео Силард
17. 1975 — Мой дом — театр — Михаил Семенович Щепкин
18. 1975 — Полковник в отставке — рабочий бригады
19. 1975 — Потрясающий Берендеев — директор Папаханов
20. 1975 — От зари до зари — Савелий, певец в ресторане
21. 1976 — Бешеное золото — сэр Ратленд Джильберт
22. 1976 — Меня это не касается… — Дроздов
23. 1976 — Жизнь и смерть Фердинанда Люса — Хаксман
24. 1977 — Кольца Альманзора — Интригио
25. 1977 — Счёт человеческий — Сенокосов
26. 1978 — Отец Сергий — игумен
27. 1978 — Версия полковника Зорина — Козырец
28. 1978 — Особых примет нет — министр В. К. Плеве
29. 1978 — Подозрительный — Татищев
30. 1978 — След на земле — Демыкин
31. 1979 — Возвращение доктора (новелла в к/а «Молодость»)
32. 1980 — Коней на переправе не меняют — финансист стройки Слёзкин
33. 1980 — Скандальное происшествие в Брикмилле — Клинтон
34. 1980 — Таинственный старик — Сожич
35. 1981 — Великий самоед — Переплетчиков
36. 1981 — Ленин в Париже — Житомирский
37. 1982 — Россия молодая — Лекарь Лофтус
38. 1982 — Возвращение резидента — Дон
39. 1982 — Грибной дождь — Андрей Антонович, заместитель директора
40. 1982 — Человек, который закрыл город — Вадим Николаевич, прокурор города
41. 1983 — Мираж — Джипо  (Джузеппе Мандини)
42. 1983 — Вечный зов — белогвардейский генерал
43. 1983 — Лунная радуга — Мартин Вебер
44. 1984 — Берег его жизни — Маклей
45. 1984 — Время желаний — Андрей Сергеевич
46. 1984 — Шанс — Никита Савич
47. 1984 — Букет мимозы и другие цветы — Павел, аккомпаниатор
48. 1985 — Не ходите, девки, замуж — Борис Александрович, министр
49. 1986 — Конец операции «Резидент» — Дон
50. 1986 — Лицом к лицу — Левис
51. 1987 — Конец Вечности — вычислитель Сеннор
52. 1987 — Раз на раз не приходится — директор комбината
53. 1989 — Прямая трансляция — Альберт Григорьевич, главный редактор издательства
54. 1989 — Тайные милости — Алексей Петрович Калабухов
55. 1990 — Человек из чёрной «Волги» — Бегунов
56. 1991 — Плащаница Александра Невского — Кирилл Борисович
57. 1992 — Женщина с цветами и шампанским — Аркадий Семёнович
58. 1992 — Московские красавицы — Тимур Сергеевич, представитель фирмы
59. 1992 — Давайте без фокусов! — Николай Иванович, гипнотизёр
60. 1993 — Желание любви — юрисконсульт
61. 1996 — Клубничка — Сергей Рюрикович (114-я серия)
62. 1997 — Графиня де Монсоро — Де Бриссак
63. 1998 — Ле Хаим
64. 1999 — Послушай, не идёт ли дождь — первый секретарь Союза писателей

#### Телеспектакли
1. 1968 — Белая перчатка — Грегори Гарт
2. 1969 — Конец «Чёрных рыцарей» — Хогарт, советский разведчик
3. 1978 — Дальше — тишина… — Левицкий
4. 1978 — Игроки — Глов
5. 1980 — История кавалера Де Гриё и Манон Леско — Господин банкир
6. 1981 — Смерть Пазухина
7. 1984 — Весёлая вдова — барон Зетта
8. 1985 — Тевье-молочник — Лейзер-Волф
9. 1986 — Суд над судьями — сенатор Бэркетт
10. 1999 — Фома Опискин — Бахчеев

### Озвучивание фильмов
1. 1959 — В джазе только девушки — Джерри / Дафна
2. 1966 — Призрак замка Моррисвилль — Мануэль Диаз
3. 1972 — Высокий блондин в чёрном ботинке — Перраш
4. 1973 — Двое в городе — старший инспектор Гуатро (роль Мишеля Буке)
5. 1974 — Возвращение высокого блондина — Перраш
6. 1976 — Игрушка — миллионер Рамбаль-Коше (роль Мишеля Буке)

### Озвучивание мультфильмов
- 1965 — Наргис — Бамбур
- 1985 — Контракт — представитель фирмы

## Награды и звания
- Орден «За заслуги перед Отечеством» IV степени (15 августа 1998) — за многолетнюю плодотворную деятельность в области театрального искусства[2]
- Орден Отечественной войны I степени
- Орден Отечественной войны II степени
- Медали
- Почётный Знак ветерана 7-й гвардейской дивизии
- Народный артист РСФСР (1981)
- Заслуженный артист РСФСР (1969)
- Лауреат премии российских деловых кругов «Кумир» (1999, специальный приз за театральные работы)

## Документальные фильмы об актёре
- 2010 — Очарованный жизнью. Борис Иванов (режиссёр Е. Никитан)